# Пісажовиці (Сьредський повіт)
Пісажовиці (пол. Pisarzowice, нім. Schreibersdorf) — село в Польщі, у гміні Менкіня Сьредського повіту Нижньосілезького воєводства.
Населення — 588 осіб (2011).
У 1975-1998 роках село належало до Вроцлавського воєводства.

## Демографія
Демографічна структура станом на 31 березня 2011 року:
|          | Загалом | Допрацездатний вік | Працездатний вік | Постпрацездатний вік |
| -------- | ------- | ------------------ | ---------------- | -------------------- |
| Чоловіки | 287     | 57                 | 214              | 16                   |
| Жінки    | 301     | 64                 | 185              | 52                   |
| Разом    | 588     | 121                | 399              | 68                   |